# Miconia multispicata
Miconia multispicata är en tvåhjärtbladig växtart som beskrevs av Charles Victor Naudin. Miconia multispicata ingår i släktet Miconia och familjen Melastomataceae.
Artens utbredningsområde är Jamaica. Inga underarter finns listade i Catalogue of Life.